# Chains
『Chains』(チェインズ) は、1997年12月17日に発売された荻野目洋子の17枚目のアルバムである。発売元はビクターエンタテインメント。(品番: VICL-60156) 

## 解説
- MONDO GROSSOの大沢伸一、MONDAY満ちる、COSMIC VILLAGE(当時)の吉澤はじめ、益田トッシュの共同プロデュース作品。各界のクリエイターたちとの交流を通じて制作された。
- 前作『SCANDAL』から3年ぶりのリリースとなった。
- ジャケット写真は平間至が担当。
- 2010年5月26日には再発盤アルバム (デビュー25周年 リイシュー企画)『Chains [+3]』が発売された。ボーナストラックとして「Make It On My Own」(シングル・バージョン)、「Make It On My Own」(Original Mix)、未発表曲「花[注 1]」も収録されている。[2]

## 収録曲
1. The Cheeping Of Birds
  - 作曲・編曲：吉澤朔・GENTA・YOKO
2. Sunshine
  - 作詞：YOKO / 作曲・編曲：吉澤朔
3. LOOK UP TO THE SKY
  - 作詞：UA / 作曲・編曲：大沢伸一
4. NEVER CRY LIKE A RIVER
  - 作詞：YOKO / 作曲：Benji / 編曲：大沢伸一
5. LOST HIGHWAY
  - 作詞：YOKO / 作曲：Benji / 編曲：益田トッシュ
6. 触って そっと 口づけして
  - 作詞：TOPPO / 作曲：益田トッシュ / 編曲：大沢伸一・益田トッシュ
7. RAINBOW CHAMELEON
  - 作詞・作曲・編曲：MONDAY満ちる
8. Make It On My Own (Extended Mix)
  - Steave Anderson - Junior Giscombe - Alan Glass - Alison Limerick - Robbie Taylor / 訳詞：沖野修也 / 編曲：大沢伸一
9. NATURAL WOMAN
  - 作詞・作曲・編曲：MONDAY満ちる
10. from my Garden
  - 作詞：工藤順子 / 作曲・編曲：MONDAY満ちる
11. Fly Me To The Air
  - 作詞：TOPPO・益田トッシュ / 作曲：益田トッシュ / 編曲：大沢伸一・益田トッシュ
12. Make It On My Own (Murphy’s Club Mix)
  - Steave Anderson - Junior Giscombe - Alan Glass - Alison Limerick - Robbie Taylor / 編曲：大沢伸一